# Pseudomyrmex nigropilosus
Pseudomyrmex nigropilosus is een mierensoort uit de onderfamilie van de Pseudomyrmecinae. De wetenschappelijke naam van de soort is voor het eerst geldig gepubliceerd in 1890 door Emery.